# انتخابات ریاست‌جمهوری تاجیکستان (۱۹۹۴)
انتخابات ریاست جمهوری در تاجیکستان در ۶ نوامبر ۱۹۹۴ میلادی برگزار شد. در پایان شمارش آراء، امامعلی رحمان اف ، که از سال ۱۹۹۲ عملاً رئیس جمهور بود، با پشتیبانی (و نه با نامزدی رسمی از طریق حزب) حزب کمونیست تاجیکستان برای احیای این پست نامزد شد و با ۱٬۴۳۴٬۴۳۷ رای پیروز شد. مشارکت رای دهندگان در این انتخابات ۹۵ درصد واجدان شرایط بود.

## پیش زمینه
این انتخابات در بحبوحه جنگ داخلی جاری برگزار شد، اگرچه دور مذاکرات همزمان در تهران میان طرف های درگیری در سپتامبر ۱۹۹۴، آتش بس رسمی را که قرار بود در ۵ نوامبر به پایان برسد، پیش بینی کرد.  تاریخ اولیه برنامه ریزی شده برای انتخابات ۲۵ سپتامبر بود، اما تا اوایل سپتامبر تنها یک نامزد نام نویسی کرده بود، امامعلی رحمانف. در نتیجه این روند، دولت های روسیه و ازبکستان رحمانوف را تحت فشار قرار دادند که تعداد نامزدها ناکافی است و در نتیجه انتخابات به ۶ نوامبر به تعویق افتاد و مهلت نامزدی تا ۲۷ اکتبر تمدید شد.

## پویش
اگرچه دومین نامزد ثبت نام شده، عبدالمالک عبداللهجانف ، یک چهره فریبنده نبود، نیروهای اصلی مخالف اجازه تشکیل احزاب سیاسی را نداشتند و عملاً پیش از انتخابات از فعالیت سیاسی محروم بودند. در نتیجه، مخالفان انتخابات را تحریم کردند و گفتند که رقابت عادلانه با روی کار آمدن رحمانوف غیرممکن است. با این همه، میزان مشارکت به مقدار قابل توجهی بالا بود.

## نظارت
روند نظارت بر انتخابات در گزارش وزارت امور خارجه ایالات متحده در سال ۱۹۹۵ به‌عنوان طرفداری از حاکم فعلی و غیرعادلانه توصیف شده بود: ارعاب و پر کردن صندوق‌های رأی گزارش شد، و همچنین انتخابات مشکوک به تقلب در رأی‌گیری بود. 

## نتایج
| کاندیدا                | آراء      | ٪     |
| ---------------------- | --------- | ----- |
| امامعلی رحمانف         | ۱٬۴۳۴٬۴۳۷ |       |
| عبدالملک عبدالله‌جانوف  | ۸۳۵٬۸۶۱   |       |
| دربرابر همه            |           |       |
| کل                     |           |       |
|                        |           |       |
| کل آراء                | ۲٬۴۰۹٬۳۳۰ | –     |
| رأی‌دهندگان ثبت‌نام کرده | ۲٬۵۳۵٬۷۷۷ | ۹۵٫۰۱ |
| منبع: Nohlen et al.    |           |       |

امامعلی رحمان: ۵۹٫۵۳%
عبدالملک عبدالله جانوف: ۳۴٫۶۹%